# Tulipa lehmanniana
Tulipa lehmanniana är en liljeväxtart som beskrevs av Merckl. Tulipa lehmanniana ingår i släktet tulpaner, och familjen liljeväxter. Inga underarter finns listade.